# لغات عمان
سلطنة عمان دولة عربية عضو في مجلس التعاون الخليجي. يتكلم سكانها المواطنون اللغة العربية بلهجة عمانية محلية أو بلهجة خليجية مقاربة للهجات دول الخليج العربي الأخرى، لكن اللهجة الفصحى هي المستخدمة في وسائل الإعلام والتعليم والمعاملات الرسمية والحكومية.

## اللهجات
ومن اللهجات السائدة في عمان:
- العمانية
- الخليجية
- البحرانية
- الظفارية
- الشحية

## اللغات المحلية
ومن اللغات الأخرى:
- البلوشية الجنوبية
- السواحيلي
- البطحرية
- فارسية غربية
- الحرسوسية
- لغة هبيوت (لغة هوبيوت)
- الكمزارية
- الشحرية
- المهرية
- لغة لواتية
- الجبالية
- الرستقية

## اللغات الأجنبية
وبسبب نسبة الوافدين العالية في عمان فسنجد نسبة عالية تتكلم لغات أخرى في مقدمتها:
- الإنكليزية
- الأردو
- الصومالية
- السندية
- البرتغالية
- الغوجوراتية (لغة كجراتية)
- السواحلية
- الملايوية
- الهندية
- الفارسية
- البلوشية (بلوشستان)

## وصلات خارجية
- خريطة توزيع لغات عمان

1. ↑  Languages of Oman نسخة محفوظة 03 فبراير 2013 على موقع واي باك مشين.
2. 1 2  المصدر السابق